# Ночь перед Рождеством (опера)
«Ночь пе́ред Рождество́м» — опера в четырёх действиях и девяти картинах Николая Римского-Корсакова. Либретто написано самим композитором по одноимённой повести Николая Гоголя из цикла «Вечера на хуторе близ Диканьки». В подзаголовке оперы указан жанр «быль-колядка».

## Действующие лица
- Голова — баритон;
- Чуб — бас;
- Оксана, его дочь — сопрано;
- Солоха, вдова — контральто;
- Кузнец Вакула, её сын — тенор;
- Панас, кум Чуба — бас;
- Дьяк — тенор;
- Пацюк, знахарь — бас;
- Чёрт — тенор.

Девушки, парубки, ведьмы, придворные.
Действие происходит на Украине (село Диканька), Петербурге и в воздушном пространстве. Время действия — XVIII век.

## Краткое содержание

### Действие первое
Картина перваяУлица в селе. Из трубы одной из хат валит дым, вместе с дымом вылетает на помеле Солоха, садится на крыше и запевает старинную колядку. На другой крыше появляется чёрт. У чёрта счёты с сыном Солохи, кузнецом Вакулой, расписавшим местный храм и нарисовавшим его, чёрта, в очень непривлекательном виде. С целью отомстить Вакуле чёрт собирается украсть месяц, чтобы казак Чуб сидел дома и мешал свиданию кузнеца Вакулы с дочерью Чуба, красавицей Оксаной. Ведьма в связи с Чубом и боится брака Вакулы с Оксаной, чтобы не лишиться Чубова добра. Она готова помогать чёрту. Оба разводят метель и улетают, месяц исчезает. Является Чубов кум, Панас, стучится к Чубу и зовёт его в гости к дьяку. Оба идут и блуждают в темноте. Кузнец Вакула подходит к Чубовой хате — добиться: любит или нет Оксана его, Вакулу? В темноте к нему подходит Чуб и, увидев Вакулу, решает: «нет, хата не моя, в мою не забредёт кузнец». Кузнец бьёт Чуба, не узнавая его, и гонит прочь. Вновь показываются месяц и звёзды. Кузнец мечтает об Оксане.
Картина втораяВ хате Чуба. Оксана кокетничает сама с собою перед зеркалом. Входит Вакула, над любовью которого жестокая красавица слегка посмеивается. Являются подруги Оксаны и поют «колядку». В присутствии подружек Оксана, любуясь черевичками одной из них, обещает выйти замуж за кузнеца, если он достанет ей царицыны башмачки. Девушки смеются над кузнецом.

### Действие второе
Картина перваяВ хате Солохи. Солоха с чёртом, выскочившим из печки, любезничают и приплясывают. Стучатся в двери, чёрт влезает в мешок от угля. Входит Голова «на чарочку горилки», но, услышав голос дьяка, идущего в гости к Солохе, прячется в другой мешок. Входит дьяк и ловеласничает с Солохой. Услышав за дверью голос Чуба, он прячется в третий мешок. Чуб пьёт и поёт с Солохой. Слышен голос возвращающегося домой Вакулы, и Чуб прячется в мешок, где уже сидит дьяк. Входит кузнец, раздумывая над поручением Оксаны насчёт черевичек. Солоха уходит, а кузнец наваливает на спину все три мешка и уносит их из хаты.
Картина втораяУлица на селе. Лунная ночь. На переднем плане — кузница Вакулы. Он оставляет мешки у кузницы и берёт с собой лишь маленький мешок, полагая, что в нём его кузнечные принадлежности. Собираются парни и девушки, они поют колядные песни. Они шутят над подкутившим Панасом и над Вакулой. Кузнец решает пойти к запорожцу Пацюку, колдуну и чародею. Парни и девушки развязывают мешки, из которых вылезают Чуб, Дьяк и Голова. Молодёжь догадывается про проделки Солохи и вышучивает злополучных донжуанов.

### Действие третье
Картина перваяВ хате Пацюка. Пацюк сидит по-турецки и глотает вареники, которые сами прыгают ему в рот. Входит Вакула и просит помочь ему найти чёрта. Пацюк отвечает: «Тому не нужно далеко ходить, у кого чёрт за плечами». Вакула снимает с плеч мешок, появляется чёрт. Под угрозой перекрестить чёрта, кузнец заставляет его обернуться конём и нести его куда прикажет. Пацюк пропадает вместе с хатой. Чёрт оборачивается в коня. Вакула велит нести себя в Петербург к царице.
Картина втораяВоздушное пространство. Танцы и игры звёзд. Выезжают злые духи, среди них — Пацюк и Солоха. Они пытаются удержать Вакулу на его коне, но тщетно. Вакула быстро мчится вперёд и скоро сквозь ночную мглу начинает виднеться столица.
Картина третьяЗал во дворце. Среди придворных — запорожцы, между которыми и Вакула. Полонез. Входит царица. Запорожцы хотят просить что-то для Запорожья, но их перебивает кузнец с просьбой о черевичках. Царица велит дать кузнецу черевички, чёрт уносит его обратно.
Картина четвёртаяВоздушное пространство. Проносятся обратно Вакула на коне-чёрте и нечистая сила. Светает. Появляются светлые духи — Коляда (в образе молодой девушки) и Овсень (в образе молодого парня). В розовом тумане рассвета виднеется Диканька. Слышится звон колокола и рождественское песнопение.

### Действие четвёртое
Двор с палисадником близ хаты Чуба. День. Женщины собираются поболтать об исчезнувшем казаке. Они решают, что он или повесился, или утопился, и смущают этими толками Оксану. Она винит себя в жестокости и обещает приласкать кузнеца, если он вернётся. Входит Вакула и сватается за Оксану у Чуба. Тот в отместку Солохе даёт своё согласие. Кузнец передаёт Оксане царицыны черевички. Происходит нежная сцена. Входят толпою парни и девушки и просят кузнеца рассказать про черевички. Кузнец обещает рассказать всю историю рудому пасечнику Паньку, который один сумеет передать сказку про ночь перед Рождеством.

## Аудиозаписи
| Год  | Организация                                                     | Дирижёр           | Солисты | Издатель и каталожный номер                                                                       | Примечания |
| ---- | --------------------------------------------------------------- | ----------------- | --- | ------------------------------------------------------------------------------------------------- | ---------- |
| 1948 | Хор и оркестр Московского радио                                 | Николай Голованов | Царица — Людмила Легостаева, Голова — Сергей Мигай, Чуб — Сергей Красовский, Оксана — Наталья Шпиллер, Солоха — Нина Кулагина, Вакула — Дмитрий Тархов, Панас — Всеволод Тютюнник, Дьяк Осип Никифорович — Сергей Стрельцов, Пацюк — Алексей Королёв, Чёрт — Павел Понтрягин                        | Д 013693-8 (1964)                                                                                 |            |
| 1990 | Хоровая капелла им. Юрлова и оркестр Московского театра "Форум" | Михаил Юровский   | Царица — Ольга Терюшнова, Голова — Владислав Верестников, Чуб — Станислав Сулейманов, Оксана — Екатерина Кудрявченко, Солоха — Елена Заремба, Вакула — Владимир Богачёв, Панас — Максим Михайлов II, Дьяк Осип Никифорович — Алексей Масленников, Пацюк — Борис Бежко, Чёрт — Вячеслав Войнаровский | Le Chant du Monde CMX 388054 (+May Night) ; Le Chant du Monde «Saison Russe» LDC 288 001/2 (1991) |            |